# Kara-hardasz
Kara-hardasz – król Babilonii z dynastii kasyckiej. Jego ojcem był Kara-indasz, syn króla babilońskiego Burna-Buriasza II, a matką Muballitat-Szerua, córka króla asyryjskiego Aszur-uballita I. Panował bardzo krótko, bo niespełna rok (ok. 1333 r. p.n.e.). Zginął w czasie rewolty w Babilonii, która na tron babiloński wprowadziła uzurpatora o imieniu Nazi-Bugasz. Powstanie to spowodowało interwencję króla asyryjskiego Aszur-uballita I, dziadka Kara-hardasza, który obalił uzurpatora i wprowadził na tron babiloński Kurigalzu II, młodszego brata Kara-indasza.